# 費爾維尤 (密歇根州)
費爾維尤（英語：Fairview）是位於美國密歇根州奧斯科達縣科明斯鎮區的一個非建制地區。

## 地理
費爾維尤所處的海拔為高於海平面239米（即784英呎），而該地所採用的時區為UTC-5，即北美东部時區（EST）。同時該地設有夏令時間，為UTC-5調快一小時，即UTC-4（EDT）。